# G.729
G.729 は、人の声を対象とした音声圧縮アルゴリズムであり、パケット化されたデジタル音声を10ミリ秒の遅延で圧縮する。音楽や DTMF トーンは、RFC 2833 で規定されている RTP Payload for DTMF Digits, Telephony Tones and Telephony Signals を使う場合のみ、このコーデックで確実に転送できる。しかし 14,400 bit/s の標準の G3 ファックスは G.720 コーデックでは確実な転送は期待できず、VoIP では通常 G.711 を使う。ネットワーク負荷が高く、パケット喪失が発生した場合、アナログのファックスは信頼できなくなる。この解決策として T.38 ファックスが提案されている。
必要とする帯域幅が狭いため、G.729 は特に VoIP でよく利用されている。標準の G.729 のビットレートは 8 kbit/s だが、拡張版では 6.4 kbit/s と 11.8 kbit/s があり、それぞれ若干悪い通話品質と若干良い通話品質を提供する。
G.729 にはいくつかの企業のソフトウェア特許が使われており、SIPRO Lab Telecomがライセンスしている。いくつかの国でG.729 を使う際、ライセンス料や特許使用料を支払う必要があった。
2017年1月以来、G.729はSIPRO Lab Telecomによってロイヤリティフリーであることが宣言された。これによりライセンス料を払うことなく使用できるようになった。

## 拡張
G.729 にはいくつかの拡張があり、一般に G.729a と G.729b と呼ぶ。

### G.729a
G.729a は G.729 互換の拡張だが、必要な計算性能は低減されている。その反面、音声品質は若干劣る。
G.729a は、フランステレコム、三菱電機、日本電信電話 (NTT)、シャーブルック大学が結成したコンソーシアムが開発した。
G.729a の特徴は次の通り。
- サンプリング周波数 8 kHz/16-bit（10ミリ秒のフレームで80サンプル）
- 固定ビットレート（8 kbit/s, 10ミリ秒フレーム）
- 固定フレーム長（10ミリ秒フレームの場合10バイト）
- アルゴリズムによる遅延は15ミリ秒（先読み遅延5ミリ秒を含む）
- ACELP を採用
- アルゴリズムの複雑度は 15（G.711を1としたとき。なおG.723.1では25）
- 理想的条件での PSQM（音質評価法の一種）の平均オピニオン評点は4.04. なお G.711 (μ-law) では4.45である。
- ネットワーク負荷条件下での PSQM の平均オピニオン評点は3.51. なお G.711 (μ-law) では4.13である。

### G.729b
G.729bは、無音圧縮 (VAD) モジュールを使い、無音部分を圧縮する。また、不連続送信 (DTX) モジュールもあり、音声のないフレームから周辺雑音レベルを決定・更新する。2バイトの Silence Insertion Descriptor (SID) フレームを使って快適雑音生成 (CNG) の開始を知らせる。話者が何も話していないために転送が停止して無音になったとき、受信側はリンクが切れたと誤解する可能性がある。そこで快適雑音を挿入し、アナログの雑音をデジタルでシミュレートし、リンクが切れていないことを受信者に知らせる。

### 他の拡張
G.729 の音声周波数帯域を 50 Hz から 7 kHz の範囲に拡張したバージョンが G.729.1 である。G.729.1 のコーデックは階層的構成になっている。ビットレートと音声品質は単純なビットストリーム切捨てによって調整可能である。